# Варфоломєєв Анатолій Сергійович
Анатолій Сергійович Варфоломєєв (22 січня 1988) — український паратриатлоніст, учасник літніх Паралімпійських ігор 2020 у Токіо.
У юному віці втратив зір. Здобувши освіту політолога, згодом отримав кваліфікацію масажиста-реабілітолога та почав займатися спортом.

## Досягнення
- Срібний призер Кубка світу 2019